# Coppa Merconorte 1999
La Coppa Merconorte 1999 è stata la seconda edizione del trofeo, ed è stata vinta dall'América de Cali.

## Formula
Prima della fase a gironi si tenne uno spareggio tra The Strongest e Oriente Petrolero per determinare il club boliviano partecipante. Le 12 squadre partecipanti sono divise in 3 gruppi da 4, le cui prime classificate e la migliore seconda si qualificano alle semifinali.

## Partecipanti
| Nazione   | Squadra           |
| --------- | ----------------- |
| Bolivia   | Oriente Petrolero |
| Bolivia   | The Strongest     |
| Colombia  | América de Cali   |
| Colombia  | Atlético Nacional |
| Colombia  | Ind. Santa Fe     |
| Colombia  | Millonarios       |
| Ecuador   | Barcelona SC      |
| Ecuador   | El Nacional       |
| Ecuador   | Emelec            |
| Perù      | Alianza Lima      |
| Perù      | Sporting Cristal  |
| Perù      | Universitario     |
| Venezuela | Caracas           |

## Turno preliminare

### Andata
| Santa Cruz de la Sierra 18 giugno 1999 | Oriente Petrolero | 0 – 0 | The Strongest |  |

### Ritorno
| La Paz 25 giugno 1999 | The Strongest | 1 – 0 | Oriente Petrolero |  |

## Fase a gironi

### Gruppo A

#### Risultati
| Atlético Nacional | 2 - 3 | América |

| El Nacional | 4 - 1 | Universitario |

| Atlético Nacional | 4 - 0 | El Nacional |

| Universitario | 1 - 2 | América |

| Universitario | 2 - 2 | Atlético Nacional |

| América | 3 - 1 | El Nacional |

| América | 1 - 1 | Atlético Nacional |

| Universitario | 2 - 0 | El Nacional |

| América | 2 - 1 | Universitario |

| El Nacional | 3 - 2 | Atlético Nacional |

| Atlético Nacional | 0 - 0 | Universitario |

| El Nacional | 2 - 2 | América |

#### Classifica
| Pos. | Squadra           | P  | G | V | N | S | GF | GS | DR |
| ---- | ----------------- | -- | - | - | - | - | -- | -- | -- |
| 1.   | América de Cali   | 14 | 6 | 4 | 2 | 0 | 13 | 8  | +5 |
| 2.   | El Nacional       | 7  | 6 | 2 | 1 | 3 | 10 | 14 | -4 |
| 3.   | Atlético Nacional | 6  | 6 | 1 | 3 | 2 | 11 | 9  | +2 |
| 4.   | Universitario     | 5  | 6 | 1 | 2 | 3 | 7  | 10 | -3 |

### Gruppo B

#### Risultati
| The Strongest | 0 - 2 | Millonarios |

| Alianza Lima | 1 - 0 | Barcelona |

| Millonarios | 0 - 1 | Alianza Lima |

| Barcelona | 4 - 0 | The Strongest |

| Barcelona | 1 - 1 | Millonarios |

| The Strongest | 3 - 2 | Alianza Lima |

| Barcelona | 0 - 0 | Alianza Lima |

| Millonarios | 3 - 2 | The Strongest |

| The Strongest | 2 - 2 | Barcelona |

| Alianza Lima | 2 - 1 | Millonarios |

| Millonarios | 1 - 2 | Barcelona |

| Alianza Lima | 2 - 0 | The Strongest |

#### Classifica
| Pos. | Squadra       | P  | G | V | N | S | GF | GS | DR |
| ---- | ------------- | -- | - | - | - | - | -- | -- | -- |
| 1.   | Alianza Lima  | 13 | 6 | 4 | 1 | 1 | 8  | 4  | +4 |
| 2.   | Barcelona SC  | 9  | 6 | 2 | 3 | 1 | 9  | 5  | +4 |
| 3.   | Millonarios   | 7  | 6 | 2 | 1 | 3 | 8  | 8  | 0  |
| 4.   | The Strongest | 4  | 6 | 1 | 1 | 4 | 7  | 15 | -8 |

### Gruppo C

#### Risultati
| Caracas | 2 - 1 | Emelec |

| Sporting Cristal | 1 - 1 | Santa Fe |

| Santa Fe | 3 - 0 | Caracas |

| Emelec | 5 - 3 | Sporting Cristal |

| Caracas | 3 - 1 | Sporting Cristal |

| Santa Fe | 2 - 0 | Emelec |

| Santa Fe | 2 - 0 | Sporting Cristal |

| Emelec | 0 - 1 | Caracas |

| Sporting Cristal | 0 - 1 | Emelec |

| Caracas | 0 - 1 | Santa Fe |

| Sporting Cristal | 2 - 3 | Caracas |

| Emelec | 2 - 1 | Santa Fe |

#### Classifica
| Pos. | Squadra          | P  | G | V | N | S | GF | GS | DR |
| ---- | ---------------- | -- | - | - | - | - | -- | -- | -- |
| 1.   | Ind. Santa Fe    | 13 | 6 | 4 | 1 | 1 | 10 | 3  | +7 |
| 2.   | Caracas          | 12 | 6 | 4 | 0 | 2 | 9  | 8  | +1 |
| 3.   | Emelec           | 9  | 6 | 3 | 0 | 3 | 9  | 9  | 0  |
| 4.   | Sporting Cristal | 1  | 6 | 0 | 1 | 5 | 7  | 15 | -8 |

## Fase a eliminazione diretta

### Tabellone
|  | Semifinali            | Semifinali            | Semifinali | Semifinali | Semifinali |  |  | Finale                | Finale                | Finale | Finale | Finale |  |
|  |                       |                       |            |            |            |  |  |                       |                       |        |        |        |  |
|  | América de Cali (dtr) | América de Cali (dtr) | 3          | 0          | 3 (4)      |  |  |                       |                       |        |        |        |  |
|  | Alianza Lima          | Alianza Lima          | 1          | 2          | 3 (3)      |  |  | América de Cali (dtr) | América de Cali (dtr) | 1      | 1      | 2 (5)  |  |
|  | Caracas               | Caracas               | 1          | 1          | 2 (2)      |  |  | Ind. Santa Fe         | Ind. Santa Fe         | 2      | 0      | 2 (3)  |  |
|  | Ind. Santa Fe (dtr)   | Ind. Santa Fe (dtr)   | 1          | 1          | 2 (4)      |  |  |                       |                       |        |        |        |  |

### Semifinali

#### Andata
| Arbitro: | Solórzano |

|                      |           |                      |
| Téllez 43’, 46’, 76’ | Marcatori | 81’ (rig.) Chiquinho |

| Arbitro: | Arana |

|            |           |          |
| García 67’ | Marcatori | 61’ Cano |

#### Ritorno
| Arbitro: | Ortubé |

|                                        |                      |                                     |
| Baylón 75’ Llanos 80’                  | Marcatori            |                                     |
| Salazar Chevez Baylón Hinostroza Sáenz | Tiri di rigore 3 – 4 | Oviedo González Moreno Posada Gómez |

| Arbitro: | Carpio |

|                                  |                      |                              |
| Díaz 87’                         | Marcatori            | 49’ Vera                     |
| López Vallecilla Díaz Rojas Cano | Tiri di rigore 3 – 4 | García Bidoglio Miranda Vera |

### Finale

#### Andata
| Arbitro: | Cervantes |

| |            | |
| Pérez 12’ | Marcatori  | 77’ Hernández 83’ Lu. Moreno |
| · R. Zapata P · Bonilla D · F. Moreno D · Murillo D · Virviescas D · 46’ W. Zapata C · Gutiérrez C · 85’ Valencia C · Romero C · 64’ Le. Moreno A · N. Pérez A · A disposizione: · 46’ Perafan C · 64’ Luna A · 85’ W. Pérez D | Formazioni | · P Julio · D López · D Cuenu · D Vallecilla · D E. González 46’ · C España 87’ · C García · C F. González 54’ · C Ramírez · A Cano · A Díaz · A disposizione: · C Lu. Moreno 46’ · C Hernández 54’ · A Velásquez 87’ |
| Quintana | Allenatori | Castro |

#### Ritorno
| Arbitro: | Toro |

| |                      | |
| | Marcatori            | 59’ Castillo |
| López Díaz E. González Vallecilla | Tiri di rigore 3 – 4 | Le. Moreno González Pérez Castillo Gómez |
| · Julio P · López D · Vallecilla D · Cuenu D · E. González D · 72’ García C · F. González C · Lu. Moreno C · 46’ Ramírez C · Cano A · Díaz A · A disposizione: · 46’ Hernández C · 72’ Velásquez A | Formazioni           | · P Gómez · D W. Pérez · D Navarro · D C. González · D J. González · C Vargas 77’ · C Perafan · C W. Zapata · C Oviedo 90’ · A Castillo · A Téllez 46’ · A disposizione: · A Le. Moreno 46’ · C Romero 77’ · D Bonilla 90’ |
| Castro | Allenatori           | Quintana |

## Classifica marcatori
| Gol |  |  | Giocatore         | Squadra           |
| --- |  |  | ----------------- | ----------------- |
| 6   |  |  | Juan García       | Caracas           |
| 5   |  |  | Julián Téllez     | América de Cali   |
| 3   |  |  | Wilson Cano       | Ind. Santa Fe     |
| 3   |  |  | Roberto Holsen    | Sporting Cristal  |
| 3   |  |  | Oswaldo Mackenzie | Atlético Nacional |
| 3   |  |  | Leonardo Moreno   | América de Cali   |
| 3   |  |  | Nelson Palacios   | Emelec            |
| 3   |  |  | Álvaro Peña       | The Strongest     |
| 3   |  |  | Nilson Pérez      | América de Cali   |
| 3   |  |  | Otilino Tenorio   | Ind. Santa Fe     |
| 3   |  |  | Daniel Tilger     | Millonarios       |